# Histoire d'une âme (Thérèse de Lisieux)
Pour les articles homonymes, voir Histoire d'une âme.
Histoire d'une âme est un livre combinant les récits autobiographiques de sainte Thérèse de Lisieux. Publié en 1898, juste après la mort de l'auteur, l'ouvrage a immédiatement connu un très grand succès populaire. Ce livre connait de multiples rééditions chez différents éditeurs.
Tout en racontant sa vie, Thérèse de Lisieux relie sa vie à la théologie, qu'on appellera celle de la « petite voie ».
Dès les premières années d'éditions, l'ouvrage a eu une grande influence spirituelle, non seulement sur la vocation religieuse mais aussi sur la vie de nombreux lecteurs. Claude Langlois qualifie cette œuvre comme tant autohagiographie qu'autobiographie.
Le livre a fait l'objet de plusieurs adaptations au théâtre ou au cinéma.
Sainte Thérèse est proclamée docteur de l'Église en 1997 par le pape Jean-Paul II. De nos jours, l'œuvre est publiée comme édition critique selon les manuscrits autographes. Il est à noter que celle des Œuvres complètes, éditées par le carme français Guy Gaucher, a reçu le prix du Cardinal-Grente de l'Académie française en 1989,.
L'édition critique se compose essentiellement de trois manuscrits autographes importants, qui se distinguent, soit chronologiquement, soit selon les destinataires :
- manuscrit A / A[gnès] - autographie I (janvier 1895 - janvier 1896) ;
- manuscrit B / M[arie] - lettre personnelle et spirituelle (septembre 1896) ;
- manuscrit C / G[onzague] - autographie II (juin - juillet 1897).

## Manuscrits autographes

### Genèse de l'œuvre
D'après les études récentes, l'origine de l'œuvre (dit manuscrit A) n'était pas un manuscrit dédié à une publication,. C'était le 22e anniversaire de sainte Thérèse, 2 janvier 1895, que le motif a été donné : les sœurs issues de la famille Martin partageaient, dans l'atmosphère familiale, un moment de détente ; Thérèse a raconté quelques détails de son enfance. Intéressée, l'aînée Marie-Louise (sœur Marie du Sacré-Cœur) lui a proposé de noter ses souvenirs par écrit,. Pauline (sœur Agnès de Jésus), quant à elle, a hésité, en qualité de sœur mère : auprès du Carmel, d'écrire des mémoires est inhabituel. Finalement, après avoir réfléchi, elle a demandé à la cadette tant de rédiger l'histoire de sa vie que « d'écrire sans contrainte ce qui me viendrait à la pensée, ce n'est donc pas ma vie proprement dite que je vais écrire, ce sont mes pensées sur les grâces que le Bon Dieu a daigné m'accorder ».
À la suite de cette demande de la mère Agnès, le premier cahier de sainte Thérèse possède une caractéristique particulière. Il ne s'agit pas d'une autobiographie chronologique. Thérèse en écrivait librement en trois niveaux de temps, passé, présent et avenir,,,. De temps en temps, elle présentait ses pensées qui sont arrivées, au moment où elle rédigeait. Parfois, elle expliquait ses réflexions sur l'avenir.

### Première autobiographe (manuscrit A)

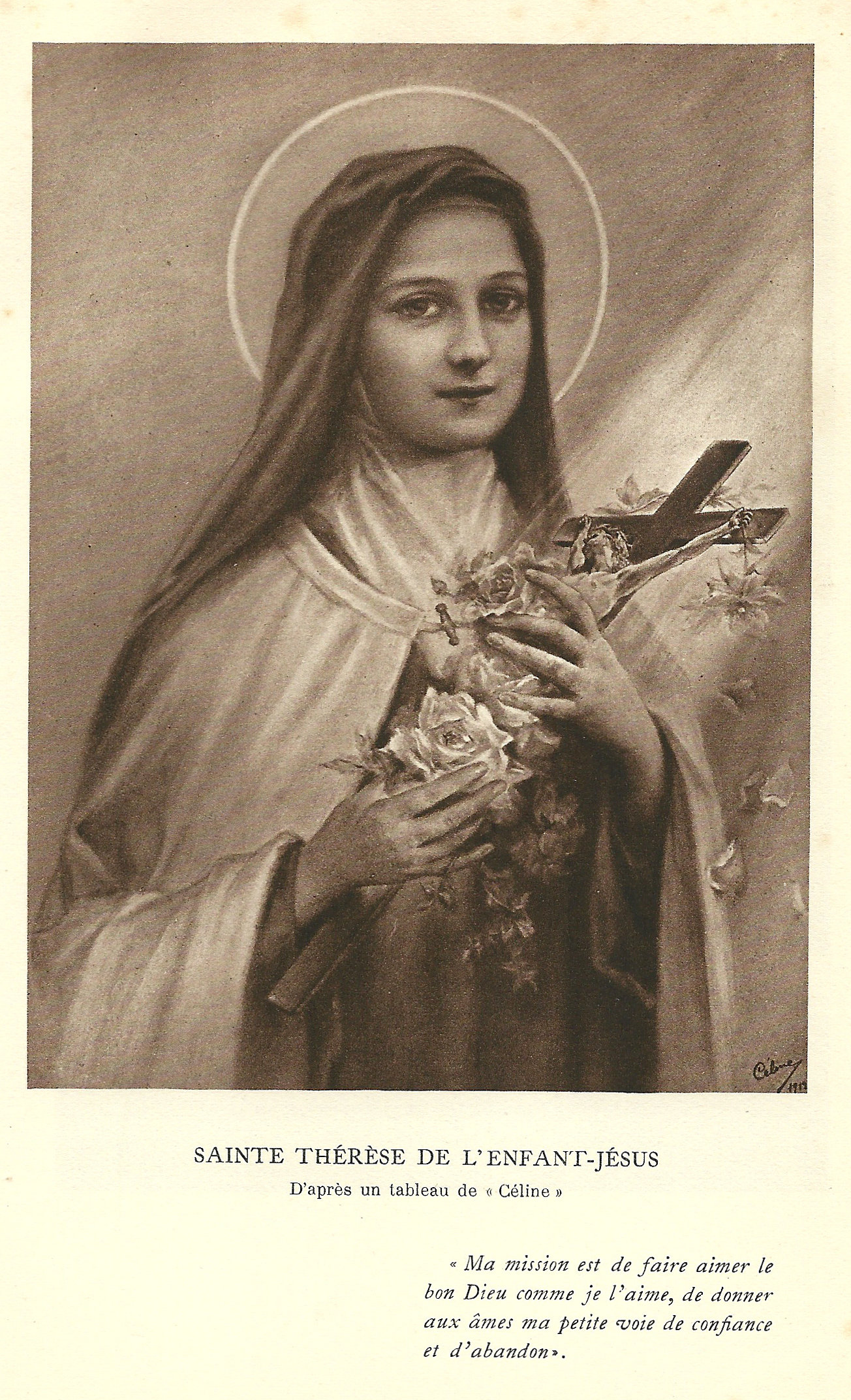
Gravure de sainte Thérèse, élaborée par l'artiste après sa canonisation. Ce portrait, inséré dans l’Histoire d'une âme, a inspiré les auteurs de nombreuses statues de sainte Thérèse.

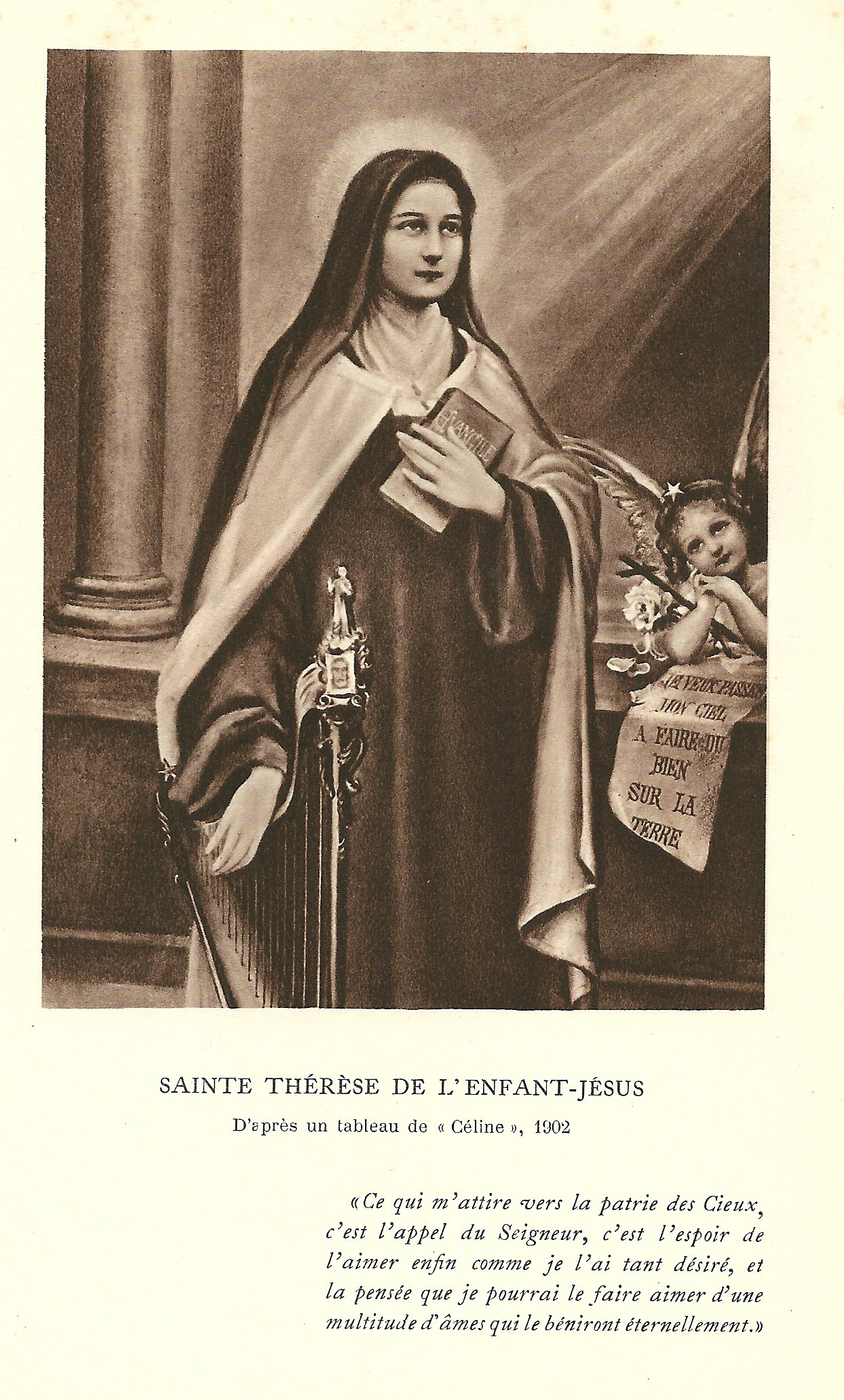
Gravure de l'artiste, évoluée après la canonisation. En fait, dans le manuscrit A, Thérèse se qualifiait comme une harpe, ce qui est très méconnu : « La harpe représente encore Thérèse qui veut sans cesse chanter à Jésus des mélodies d'amour. »

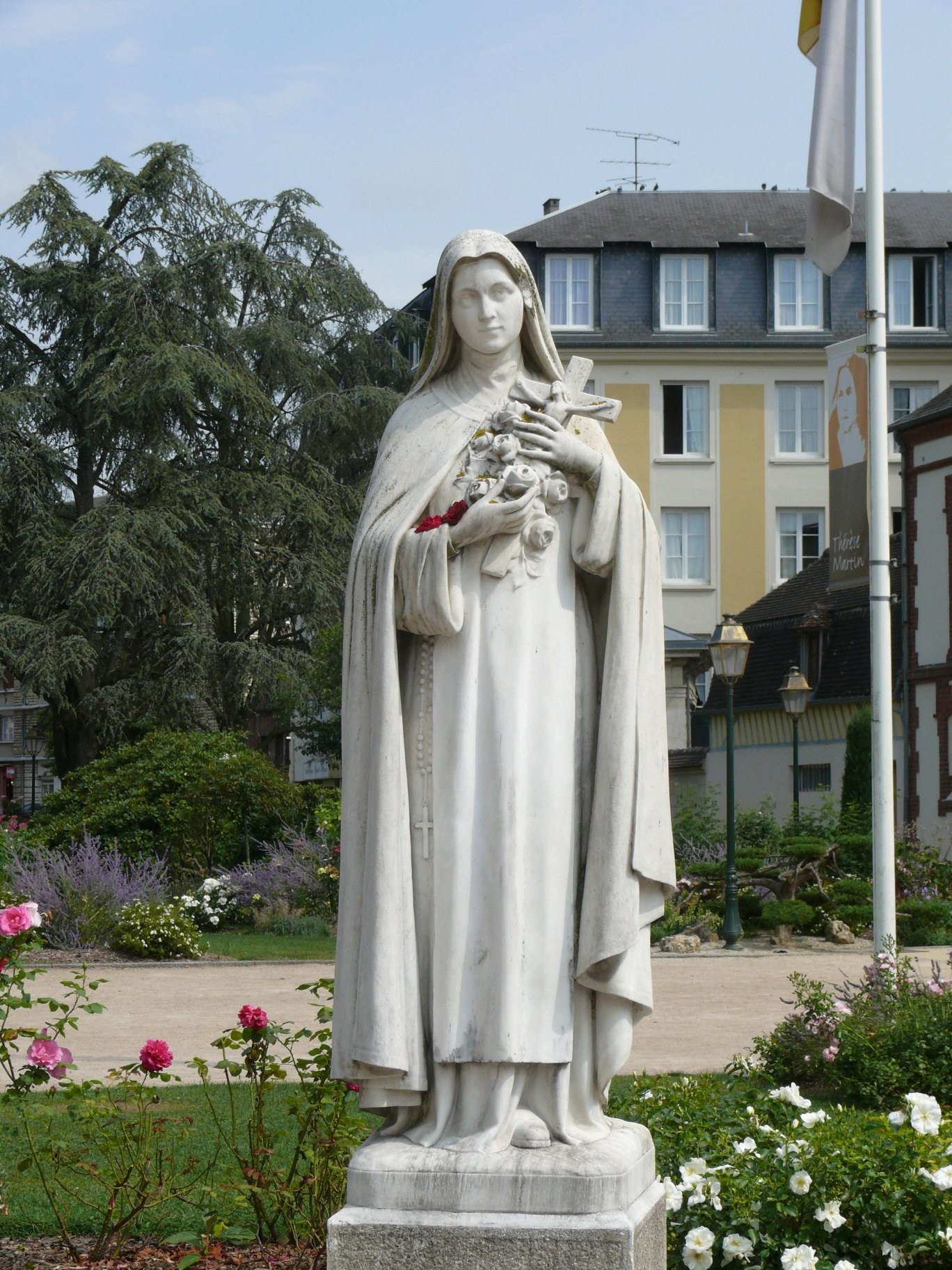
Statue de sainte Thérèse, avec une croix et des roses, dans le jardin des roses au sein du carmel de Lisieux (œuvre du trappiste Louis Richomme, en collaboration avec la sœur Geneviève, et achevée en 1923).

Thérèse a commencé à rédiger son manuscrit dit A sans délai. Le titre donné par l'auteur n'était pas identique à celui de la publication :

| J.M.J.T. |
| Janvier 1895 |
| Jésus † |
| Histoire printanière d'une petite Fleur blanche, écrite par elle-même et dédiée à la Révérende Mère Agnès de Jésus C'est à vous, ma Mère chèrie, à vous qui êtes deux fois ma Mère, que je viens confier l'histoire |

N.B. : J.M.J.T. sont les initiales de Jésus, Marie, Joseph, Thérèse d'Avila.
Avec ce titre, Thérèse se qualifiait comme petite Fleur blanche. Dans le manuscrit A entier, ce mot fleur a une importance majeure et fonctionne en tant que leitmotiv. Et les images florales y sont abondantes. Emblématiquement, ce terme représente non seulement Thérèse elle-même mais aussi Jésus Christ, Vierge Marie et Mère Agnès. De surcroît, il symbolise plusieurs vertus ou caractéristiques trouvées dans la vie, telles beauté, floraison, nature, délicatesse, réceptivité, fragilité,. Manuscrit manquant de structure chronologique concrète, le leitmotiv fleur a cependant édifié une autobiographie en unité, dans le contexte littéraire.
Écriture purement destinée à ses propres sœurs, le manuscrit n'avait pas besoin de poursuivre la rhétorique classique. Il semble qu'elle trouvât le même chemin de saint François de Sales et surtout de saint Vincent de Paul, dit « style simple figuré ». Cette façon de simplicité est capable, paradoxalement, d'inviter et d'emmener les lecteurs dans la profondeur de l'humanité et de la divinité,. Dans le contexte théologique, le manuscrit se caractérise de la classique théologie du salut.
Le manuscrit n'a été achevé qu'à la fin de l'année. Puis il a été rendu à la mère Agnès, la veille de la fête de la prieure de Lisieux, 20 janvier 1896. La mère Agnès n'était pas capable de trouver le temps libre, jusqu'à ce que son mandat soit terminé, le 21 mars. C'était Céline (sœur Geneviève) qui a lu ce manuscrit pour la première fois. Aussitôt fermé le cahier, elle a manifesté : « C'est à imprimer ! ».

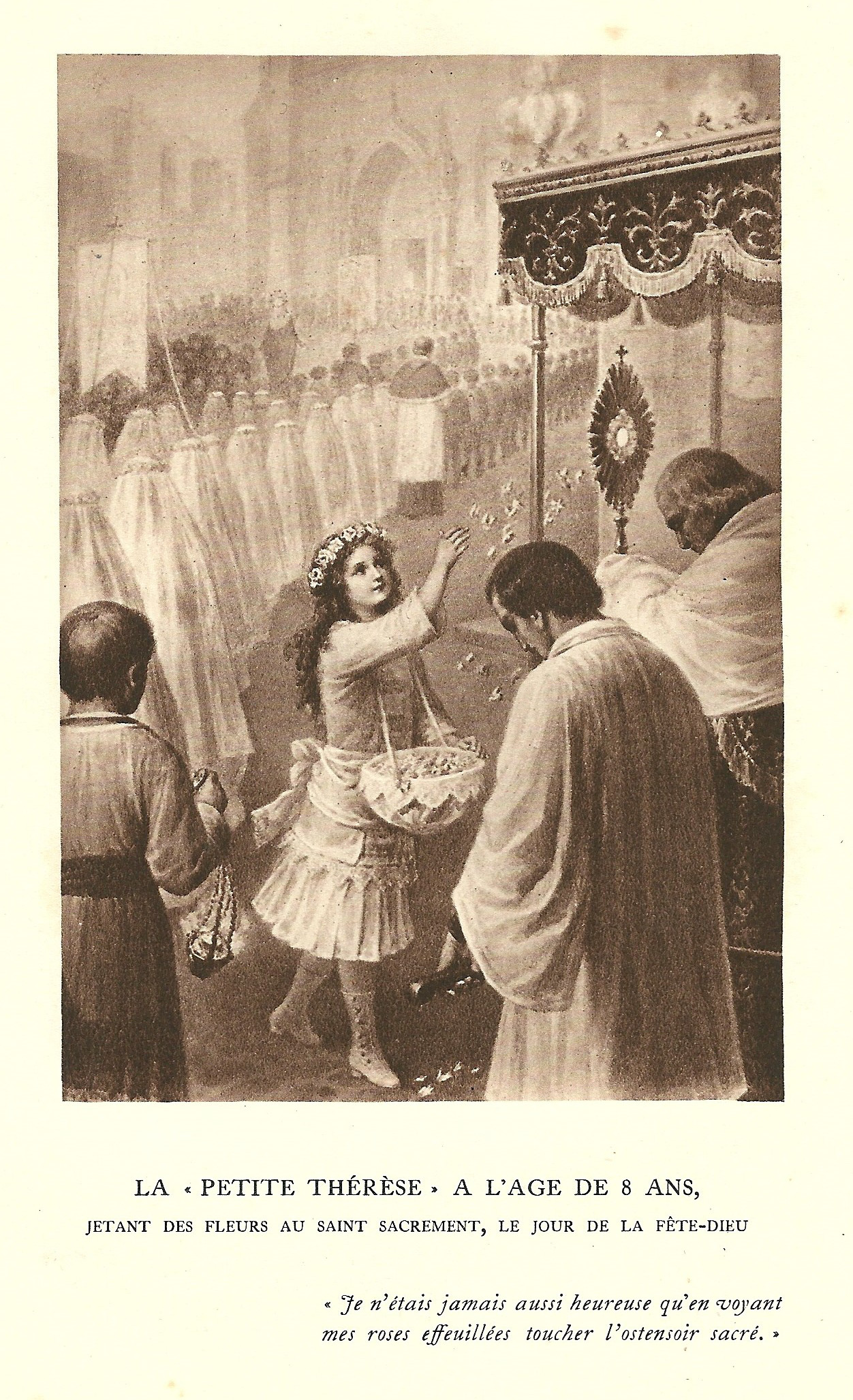
Thérèse à la Fête-Dieu (édition 1940) à l'âge de 7 ans environ.

### Lettre spirituelle et théologique (manuscrit M/B)

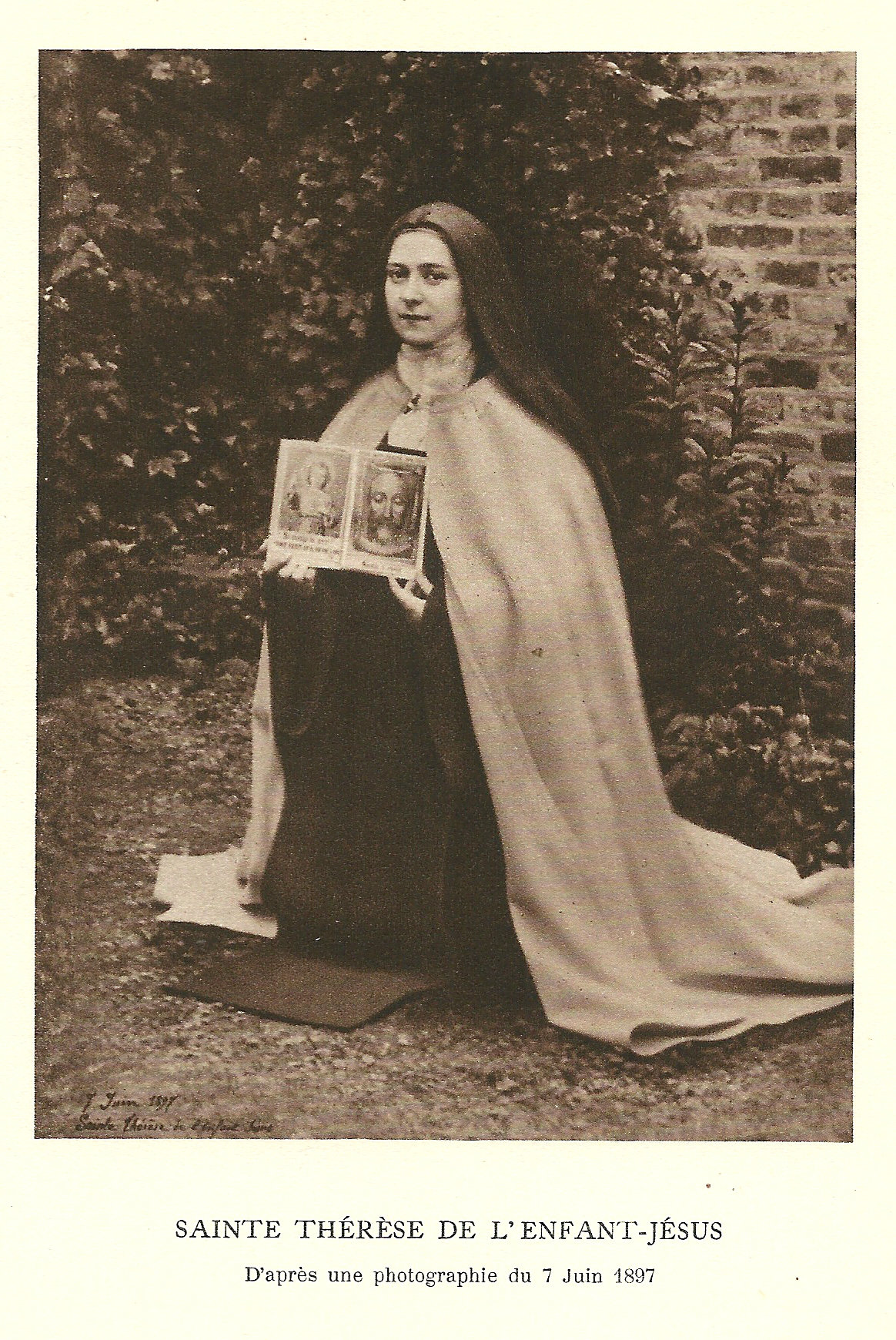
• à 24 ans : photo de sainte Thérèse prise le 7 juin 1897 par Céline (sœur Geneviève). Son visage manquant de sourire présentait son épuisement. Elle venait de commencer le manuscrit G/C.

Il ne s'agit pas d'un manuscrit autobiographique. Conrad De Meester considère que cette lettre est supérieure à toutes ses autres écritures, de sorte que Thérèse soit révélée docteur de l'Église. Le manuscrit M/B s'illustre de la richesse spirituelle et théologique, caractérisée par sa célèbre « petite doctrine ». Aussi les éditeurs classent-ils ce manuscrit au même rang que les deux manuscrits autobiographiques.
Une écriture particulière, car ce document est difficile à classer correctement : lettre, message, enseignement, prière, chant lyrique, testament spirituel?  Tous ces éléments se trouvent dans ce manuscrit.
À l'origine, cette lettre était une réponse personnelle pour Marie-Louise, sœur Marie du Sacré-Cœur, qui lui avait demandé en septembre 1896 « un souvenir de ma retraite, retraite qui peut-être sera la dernière ».
Il s'agit du testament spirituel de Thérèse. Rendue par cette marraine et sœur aînée, la lettre a été révisée par Thérèse elle-même, d'abord à l'encre, puis au crayon, durant ses dernières semaines.

### Deuxième autobiographe (manuscrit G/C)
Alors que le premier manuscrit bibliographique de sainte Thérèse a été réalisé avec ses souvenirs heureux, le motif du deuxième était sérieux. En 1897, l'état de sa maladie était tellement aggravé que toutes les sœurs devaient penser à la fin de sa vie. Par conséquent, la publication du manuscrit A est devenue un sujet important de la prieure. Selon la tradition du Carmel, après le trépas d'une religieuse ou d'un religieux, il est habituel que son établissement expédie à d'autres monastères une Circulaire nécrologie, qui contient sa vie, sa vocation, sa personnalité, ses vertus et sa spiritualité. Il s'agit en général d'une brochure, mais parfois en forme d'un livre. On souhaitait, malgré sa vie trop courte, une publication de qualité pour Thérèse. D'ailleurs, cette dernière était mécontente de son manuscrit A, en jugeant qu'il y manquait des passages sur la vie spirituelle, évoluée après son entrée au Carmel,.
Sujet délicat, car d'écrire une autobiographie supplémentaire pouvait fragiliser davantage sa santé. Le 2 juin au soir, la mère Agnès de Jésus a glissé un billet qui demandait à sa cadette s'il lui valait mieux obtenir l'autorisation de la sœur mère Marie de Gonzague sur ce sujet,. Thérèse lui a répondu avec son intention favorable. Approbation obtenue, le 4 juin la mère Agnès a assuré, en écrivant un autre billet à Thérèse, son soutien entier, en faveur de la publication prévue après sa mort. Elle lui a disposé, ou avait disposé la veille, un cahier qui contient 62 folios.
Ce travail était une véritable bataille. Sa souffrance était telle que Thérèse s'est souvenu, le 9 juin, de terribles tentations contre la foi et l'existence du Ciel,. Au lieu d'écrire « Ma mère bien-aimée », soudain elle a cherché le dialogue direct avec Ce qu'elle aimait, « Ô Jésus »,. C'était le 2 juillet qu'elle a écrit ses dernières lignes en encre, sur le folio G36r. Avec son dernier courage, Thérèse a achevé encore une page et demi en profitant d'un crayon. L'œuvre reste inachevée.
Malgré ce manuscrit plus complexe que le manuscrit A, le pape Jean-Paul II qualifiait : « Ces pages montrent la sagesse surnaturelle de l'auteur. ». Si son vocabulaire reste encore classique, sa pensée a été évoluée, à la suite de son soutien pour des missionnaires. Elle pensait aux âmes qui n'avaient pas la foi. En traversant elle-même sa nuit privée de foi, elle retrouvait la Miséricorde qui est capable de conduire ces âmes vers le salut pour tous.

### Contexte de la création sous les soutiens de ses sœurs
Il est à remarquer que, de la naissance du manuscrit A à la première publication, les conseils et soutiens, que ses propres sœurs au monastère de Lisieux ont donnés à Thérèse, eurent un rôle important. Finalement cinq sœurs issues de la même famille (y compris une cousine) dans le prieuré, cette situation particulière n'était pas nécessairement appréciée par toutes les moniales. C'est la raison pour laquelle les sœurs Martin devaient rester références du monastère, en échangeant, parmi eux, les communications spirituelles, tel le manuscrit M/B. Ainsi, en juin 1897, Pauline, sa seconde mère depuis son enfance, était devant un dilemme. Elle craignait la dégradation de la santé de Thérèse, qui serait provoquée par sa proposition. Or, en tant que religieuse, elle voulait que sa cadette, qui possédait une immense intelligence, fasse encore une nouvelle écriture. Cela a favorisé la création d'une autobiographie par excellence. Voici ses sœurs et cousine :

### Extrait de la chronologie de sainte Thérèse selon les manuscrits autographes
En outre, Marie-Françoise-Thérèse Martin, future sainte née à Alençon le 2 janvier 1873, était une fille exceptionnellement intelligente et sensitive,,. « Le Bon Dieu m'a fait la grâce d'ouvrir mon intelligence de très bonne heure et de graver si profondément en ma mémoire les souvenirs de mon enfance qu'il me semble que les choses que je vais raconter se passaient hier. Sans doute, Jésus voulait, dans son amour, me faire connaître la Mère incomparable qu'il m'avait donnée, mais que sa main Divine avait hâte de couronner au Ciel ! ». Encore ses sœurs s'apercevaient-elles que leur cadette possédait, malgré sa jeunesse, une maturité profonde sur les vertus spirituelles, ce que le pape Jean-Paul II a admiré cent ans plus tard :

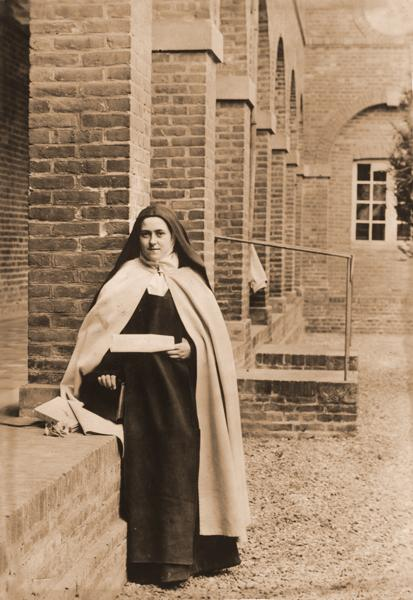
• à 23 ans : sainte Thérèse tenant un rouleau de papier (texte de sainte Thérèse d'Avila : Je donnerais mille vies pour sauver une seule âme !) et un livre des Missions étrangères au Sutchuen, photo datée du 17 mars 1896. Elle soutenait, par communication, deux jeunes séminaristes puis prêtres, Maurice Bellière et Adolphe Roulland. En septembre, elle a rédigé une lettre spirituelle par excellence, présentant sa « petite doctrine », devenue manuscrit M/B. À la fin, elle priait Jésus : je te supplie d'abaisser ton regard divin sur un grand nombre de petites âmes.

- à 2 ans : déjà sa dévotion : « Souvent j'entendais dire que bien sûr Pauline serait religieuse, alors sans trop savoir ce que c'était, je pensais : Moi aussi je serai religieuse. »[ec 30] ;
- à 4 ans : décès de Madame Martin le 28 août à 00h30 ; « Le jour où l'Église bénit la dépouille mortelle de notre petite Mère du Ciel, le bon Dieu voulut m'en donner une autre sur la terre et il voulut que je la choisisse librement... « Eh bien, moi c'est Pauline qui sera Maman ! » »[ec 31] ;
- à 9 ans : le 2 octobre 1882, entrée de Pauline au carmel de Lisieux : « mais je comprenais que Pauline allait me quitter pour entrer dans un couvent, je comprenais qu'elle ne m’attendrait pas et que j'allais perdre ma seconde Mère ! »[ec 32] ; et sa dévotion évolue : « je voulais aller au Carmel non pour Pauline mais pour Jésus seul ! »[ec 33],[N 12] ; « Oh ! que je serais heureuse de m'appeler Thérèse de l'Enfant Jésus. »[ec 34] ;
- à 10 ans : maladie mystérieuse, mais guérison subite au dimanche de Pentecôte, grâce au sourire de la Sainte Vierge : « Tout à coup la Sainte Vierge me parut belle, si belle que jamais je n'avais vu rien de si beau... »[ec 35]. « En voyant mon regard fixé sur la Sainte Vierge, elle [Marie Martin] s'était dit : « Thérèse est guérie ! » Oui, la petite fleur allait renaître à la vie, »[ec 36],[Texte 11] ;
- à 14 ans : au Vatican, « Très Saint Père, lui dis-je, en l'honneur de votre jubilé, permettez-moi d'entrer au Carmel à 15 ans ! »[ec 37] ; réponse du pape Léon XIII : « Allons... Allons... Vous entrerez si le Bon Dieu veut ! »[ec 38] ; à partir de cette audience, de nombreux religieux favoriseront son entrée[Texte 12],[Texte 13],[Texte 14] ; finalement « Une lettre de Pauline vint m'annoncer que la réponse de Monseigneur était arrivée le 28, fête des Saints Innocents, mais qu'elle ne me l'avait pas fait savoir, [l'évêque] ayant décidé que mon entrée n'aurait lieu qu’après le carême. » »[ec 39] ;
- à 15 ans : « Le lundi 9 avril, jour où le Carmel célébrait la fête de l'Annonciation, remise à cause du carême, fut choisi pour mon entrée. »[ec 40] ;
- à 16 ans : le 10 janvier, prise d'habit : « À la fin de la cérémonie Monseigneur entonne le Te Deum, un prêtre essaya de faire remarquer que ce cantique ne se chantait qu'aux professions, mais l'élan était donné et l'hymne d’action de grâces se continua jusqu'au bout. »[ec 41] ; le nom religieux de Thérèse évolue : Thérèse de l'Enfant-Jésus, devient dorénavant et de la Sainte-Face[ec 42] ;
- à 22 ans : lancement de l'autobiographie (manuscrit A) ; commencement du soutien pour les missionnaires : « Ce fut notre Ste Mère Thérèse [d'Avila] qui m'envoya pour bouquet de fête en 1895 mon premier petit frère.... C'était un jeune séminariste, inspiré, disait-il, par Ste Thérèse, qui venait demander une sœur qui se dévouât spécialement au salut de son âme et l'aidât de ses prières et sacrifices lorsqu'il serait missionnaire afin qu'il puisse sauver beaucoup d'âmes. »[ec 43],[N 13].

Elle aussi voulait s'en aller en Indochine pour le carmel de Hanoï,,, mais à cause de la tuberculose, elle est décédée le 30 septembre 1897 vers 19h20, à l'âge de 24 ans.

## Première édition

### Préparation de la première publication
En dépit d'un immense succès, l'historique de la préparation d'une autobiographie, qui comptait 475 pages, restait depuis longtemps dans le flou. Il a fallu beaucoup d'études.
Le 8 juillet 1897, Thérèse, épuisée, a été placée à l'infirmerie, située au rez-de-chaussée. Elle y comptait ses derniers semaines. Ce qui demeure important est que, d'après une lettre datée du 10 avril 1910 et expédiée au vice-postulateur de la cause de béatification, Thérèse avait confié la rédaction de son autobiographie à la mère Agnès, dans l'optique d'adapter le texte en vue d'une impression destinée au grand public. D'une part, elle avait écrit des manuscrits pour ses propres sœurs, et non pour une publication. D'autre part, aucune carmélite ni aucun carme n'écrivait sa propre Circulaire nécrologique avant la mort. Tout le monde pensait qu'il fallait beaucoup de prudence dans ce type de rédaction. La confiance de Thérèse en sa sœur était entière : « Tout ce que vous ferez, c'est moi qui l'aurai fait. »,. À la mère Agnès, la cadette avait précisé ce qui devaient être gardé et ce qui devait être supprimé. Elle lui a même confié la correction de ses fautes de grammaire et de français.
En résumé, le premier texte de l'autobiographie a été préparé par la mère Agnès, sous le mandat donné par Thérèse. Celle-ci en était capable. La mère Marie de Gonzague lui avait déjà chargé de rédiger la Circulaire nécrologique de la mère Geneviève de Sainte Thérèse, cofondatrice du carmel de Lisieux, décédée le 5 décembre 1891,.
Cependant, ce projet envisageait aussi la publication de plusieurs pièces littéraires. De plus, en août, la mère Marie de Gonzague avait demandé, à l'abbé Maurice Billière, qui était l'un des deux frères spirituels de Thérèse, d'autoriser à publier des lettres ayant été envoyées par elle et d'en sélectionner quelques exemplaires,. En bref, une fois Thérèse descendue à l'infirmerie, la préparation avait été bien organisée.
Rédaction achevée, le manuscrit de cette dernière a été rendu à la mère Gonzague, à une date inconnue. Certes, elle avait l'honneur de rédiger une préface. Or, le nom de la mère Agnès de Jésus a, en entier, été supprimé lors de sa rédaction. Dans la première publication, toutes les écritures étaient destinées à la mère Marie de Gonzague.
Puis l'autorisation de son ordre a été donné en octobre tandis qu'un sous-titre était déjà donné : Un cantique d'amour ou le passage d'un ange.
Puis la mère Marie de Gonzague a envoyé le manuscrit, pour relecture et avis, au père Godefroy Madelaine, le 29 octobre de la même année. Celui-ci était alors prêtre prémontré de l'abbaye de Mondaye. Mais chargé de la fonction de prieur,, il disposait de peu de temps libre. Il lui a fallu quatre mois pour donner son avis le 1er mars 1898, et renvoyer à Lisieux le manuscrit révisé ainsi qu'une lettre à publier avec l'ouvrage. C'est lui qui initie le titre Histoire d'une ame,, dans une lettre destinée à la mère Marie de Gonzague, et datée du 8 avril,.
Pour la publication, l'autorisation officielle de l'évêque était indispensable. Visité par ce Prémontré, l'évêque de Bayeux Flavien Hugonin a donné son imprimatur le 7 mars. Mais du fait de sa maladie (dont il décédera), et n'étant plus capable de l'écrire, l'accord a été donné oralement.
Encore fallait-il trouver un éditeur. Cette dernière étape a été confiée à Isidore Guérin, oncle et tuteur de la feue Thérèse. Ancien collaborateur et correspondant du journal Le Normand entre 1891 et 1896, il a été chargé de chercher une maison d'édition « convenable ». M. Guérin disposait de plusieurs choix possibles. Même si la librairie Poussielgue et la Retaux étaient réputés la meilleure, le père Marie des Augustins de l'Assomption lui a recommandé, le 12 mai, l'imprimerie Saint-Paul, créée en 1873 comme une maison sérieuse dans l'optique de défendre le catholicisme. L'oncle Guérin a choisi de suivre ce conseil,.

### Première édition
À partir du 17 juillet, le carmel de Lisieux et Isidore Guérin corrigéaient les épreuves contractuelles. On attendait sa publication pour le premier anniversaire de Thérèse, le 30 septembre.
Finalement, la publication a eu lieu avec du retard, le 20 ou 21 octobre 1898, chez ces Imprimeries-Librairies de Saint-Paul, à Bar-le-Duc. Le livre était intitulé Sœur Thérèse de l'Enfant-Jésus et de Sainte Face, religieuse carmélite 1873-1897 : Histoire d'une Ame, écrite par elle-même, LETTRES — POÉSIES. Financé par Isidore Guérin, 1 000 exemplaires avaient été imprimés et étaient vendus au prix de 4 francs, puis un deuxième millier fut tiré dans la même année,,.
Afin de respecter la tradition, 121 exemplaires ont été octroyés aux monastères de l'ordre en France. 18 carmels étrangers, francophones, aussi ont reçu leur exemplaire. De surcroît, trois exemplaires ont été expédiés à Rome, auprès du frère Siméon, ami de Louis Martin, afin de parvenir au pape Léon XIII.
La bibliothèque nationale de France conserve un des exemplaires de cette première édition. Le livre ne possède plus le portrait de Thérèse, publié au frontispice. Celui-ci a été découpé, probablement par quelque lecteur passionné.

## Réaction du public et évolution des éditions

### Un best-seller inattendu
À Lisieux, tous ceux qui avaient travaillé à cette publication pensaient avoir achevé leur devoir. Aussitôt après l'envoi des livres, ils recevaient des lettres enthousiastes, d'abord des communautés religieuses, de prêtres, moines, séminaristes. On comptait, parmi eux, des prêtres de haut rang, tels l'évêque Félix Jourdan de la Passardière, l'évêque et futur cardinal Léon-Adolphe Amette, le supérieur général des Eudistes Ange Le Doré. Certes, les avis des lecteurs les plus savants et les plus exigeants étaient divisés, en raison du vocabulaire enfantin de Thérèse. Toutefois, le temps passant de plus en plus des opposants sont devenus admirateurs, après avoir relu l'œuvre attentivement. De plus, le carmel de Lisieux a reçu nombreux demandes de ses consœurs et confrères carmels, qui avaient réceptionné cette Circulaire nécrologique particulière. Ils en voulaient plusieurs exemplaires supplémentaires, afin de les offrir à des prêtres amis ou aux fidèles.
À Pâques de 1899 (le 2 avril), la première édition était épuisée,. En mai, la réédition est effectuée à 4 000 exemplaires. Un nouvel exemplaire est expédié, par intermédiaire du cardinal Girolamo Maria Gotti, au pape Léon XIII. Cette fois, le Souverain pontife le reçoit (le 30 décembre 1899). Le Saint-Père manifeste sa joie : « grand plaisir à la vie de la nouvelle Thérèse ». En octobre, cette deuxième édition aussi est écoulée. Désormais, le livre a été réédité tous les ans, à l'exception des années 1905, 1913, 1916 et 1921 jusqu'à sa béatification. Et on compte 46 éditions jusqu'en 1955.
Les éditions en traduction n'ont pas tardé. Une des premières était celle d'un carmel polonais qui a effectué la traduction. L'édition est issue du carmel de Przemyśl le 6 décembre 1901. L'édition en anglais aussi a apparu dans la même année. Traduite par un professeur d'anglais de l'université de Cracovie, M. H. Dziewicki, cette édition a été publiée chez Burns et Oates à Londres. Le professeur avait obtenu l'autorisation le 29 mai 1899.
En 1908, l'œuvre comptait six traductions : polonais, anglais, allemand, italien, portugais et hollandais. En 1914, les traductions en 36 langues, y compris en latin, se trouvaient dans le monde entier,. Autrement dit, l'œuvre était devenue un trésor spirituel de l'Église universelle. Ainsi, la traduction en espagnol a été effectué par l'autorité épiscopale. En Hongrie, le dépôt du livre était placé au couvent du Bon-Pasteur à Budapest. À l'État libre de Fiume, c'était les Capucins qui traitaient l’Histoire d'une âme. La traduction était de plus en plus souvent faite par des traducteurs laïcs, passionnés, et parfois sans autorisation officielle.
Par ailleurs, les Carmélites de Lisieux ont bien compris que de diffuser les œuvres de la sœur Thérèse était devenu leur mission, afin de faire du bien aux âmes. Notamment, c'était la tâche de la mère Agnès de Jésus, sous-prieure sous la mère Marie de Gonzague en 1899, puis réélue mère en 1902. Dans cette année 1902, a été effectuée la première publication de l’Histoire d'une âme en format populaire, intitulée Une rose effeuillée. Car, de nombreuses correspondances, surtout celles des prêtres, lui recommandaient cette version, dans l'optique d'accorder la plus large audience possible à ses œuvres,. Alors qu'en 1913, la version complétée était vendue au prix de 7 francs, la brochure populaire ne coûtait qu'un franc cinquante. Avec cette dernière plus accessible et plus facile à lire, l'autobiographie de Thérèse était désormais diffusée en deux formes. Et l'Office Central de Lisieux était chargé de distribuer tout ce qui concerne la sœur Thérèse à la place du carmel de Lisieux et de l'imprimerie Saint-Paul.
On n'a pas cessé de réviser l'édition, en y ajoutant des pages supplémentaires. À la place d'une simple Circulaire nécrologique, elle est devenue un récit enrichi, Vita Theresiæ. Ainsi, à partir de 1907, le récit de miracle était constamment ajouté. Or, à la suite de la canonisation, l'édition de 1926 a été optimisée. Tous les préliminaires au début supprimés, le lecteur pouvait lire directement la préface,.

### Difficulté de l'estimation des publications

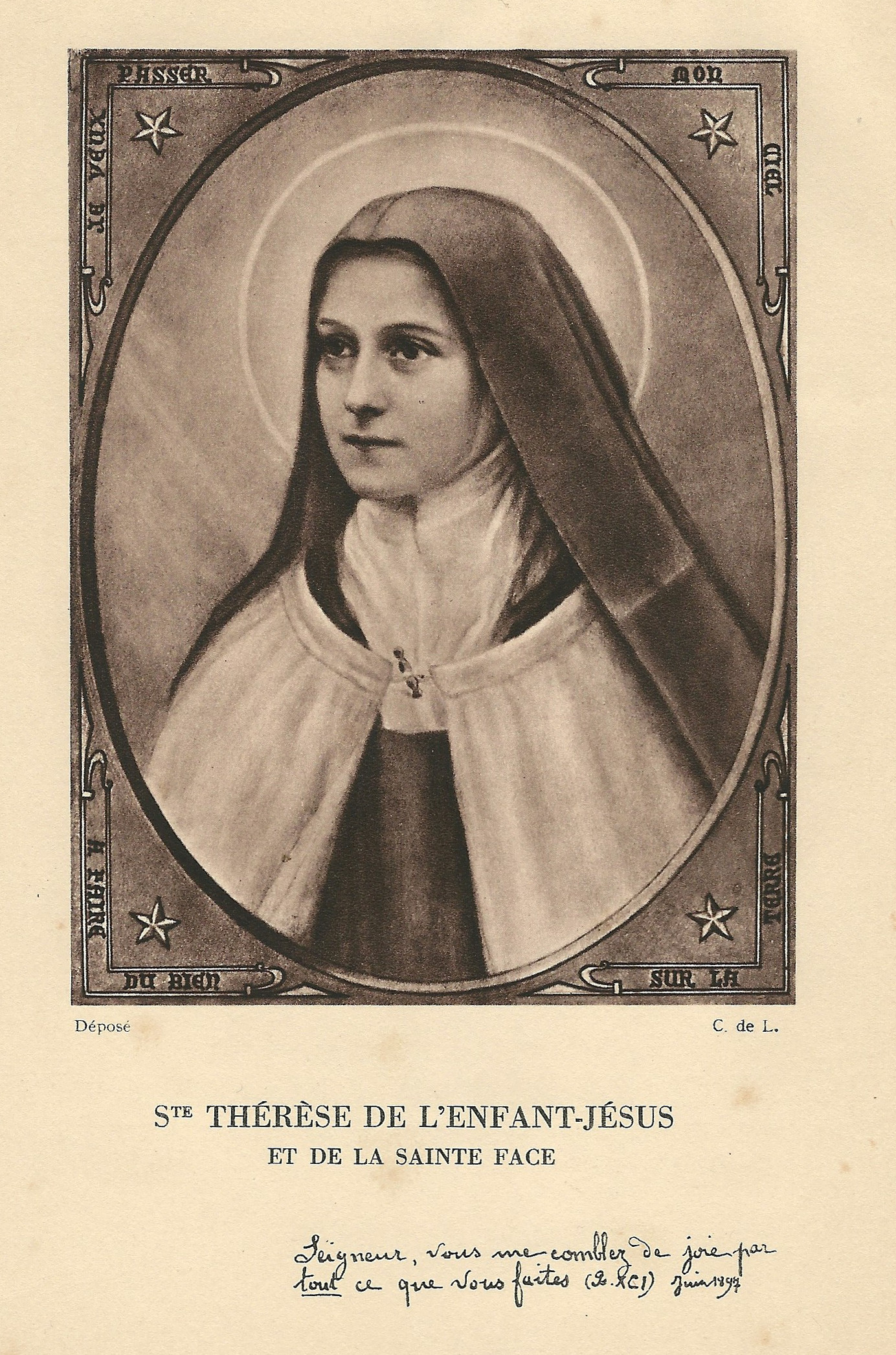
Jusqu'en 1955, l’Histoire d'une âme disposait une gravure de la sœur Thérèse de l'Enfant-Jésus et de la Sainte Face, avant la préface. Le frontispice original par l'artiste manquait d'auréole, et, selon une édition anglaise dont les Nihil obstat et Imprimatur datent du 9 décembre 1912, le tableau original a été fourni par Céline à la base d'une photo. À la suite de sa canonisation, l'auréole a été ajoutée (ici, copie de l'édition de 1940). En 1957, une photographie est devenue frontispice au lieu de la gravure, tout symbolisant la nouveauté de la première édition critique.

De nos jours, il est extrêmement difficile d'estimer le chiffre des publications, même en France. D'une part, l'Office Central de Lisieux a subi, à la fin de la Seconde Guerre mondiale, un bombardement important par l'armée américaine. Les chiffres exacts des ventes ont été perdus à la suite de l'incendie qui a détruit les archives. D'autre part, selon Antoinette Guise, il y a un document sur « diverses autres éditions », qui suggère qu'il y aurait eu plusieurs imprimeurs supplémentaires. Malgré cette difficulté, en 2000 cette dernière estimait qu'entre 1898 et 1926 en France, 161 200 exemplaires de l’Histoire d'une âme ont été publiés ainsi que 234 000 exemplaires des éditions populaires, soit au total 395 200 exemplaires, uniquement issues de l'imprimerie Saint-Paul. La moitié des éditions avait été achevée entre 1910 et 1914, alors que le procès de béatification était en cours, et avant la Première guerre mondiale. La guerre ayant d'ailleurs freiné les ventes.
La publication en deux formes continuera, jusqu'à ce qu'en 1957 une nouvelle édition soit réalisée. Il semble que, pendant cette période, un million d'exemplaires (de l'édition complétée) aient été vendus dans le monde entier.
Enfin, il n'est pas possible de savoir exactement combien d'exemplaires ont été imprimés, même si plusieurs sites mentionnent 500 millions de vente. À titre d'indication, quelques chiffres qui ont été donnés officiellement :
- Jean-Paul II (1997) : publication en 50 langues environ[1] ;
- Conrad De Meester (2001) : des dizaines de millions d'exemplaire et plus de 50 langues[ec 55].

### Vers une édition critique
L’Histoire d'une âme, en édition critique fait également l'objet d'une longue histoire.
Le premier pas, a été la restauration des dédicaces pour les manuscrits A et M/B. Car, la mère Marie de Gonzague a exigé que tous ces trois manuscrits fussent présentés comme adressés à une seule mère. Sollicitée par ses moniales qui voulaient consulter les manuscrits autographes, elle a tenté de les détruire, en craignant que son intervention ne soit découverte. La mère Agnès de Jésus a décidé d'intervenir. Or, si elle a réussi à sauvegarder tous les trois, c'était parce qu'elle lui avait proposé de retoucher tous les passages où se marquait explicitement la destination propre de chaque manuscrit. Par conséquent, les manuscrits autographes sont devenus moins authentiques. Finalement, la manœuvre de la sœur Marie du Sacré-Cœur, ayant pour but de corriger l'édition, n'a été effectuée qu'en 1910, six ans après le décès de cette mère,.
En janvier 1926, le capucin Ubald d'Alençon a commencé à douter de l'authenticité de l'autobiographie publiée de Thérèse, d'abord en écrivant un article, dans la revue de Barcelone Estudis franciscans, intitulé Sainte Thérèse de l'Enfant-Jésus comme je la connais. Devant l'enthousiasme de la canonisation, ses supérieurs ont fait suspendre ce sujet, mais Lucie Delarue-Mardrus lui a succédé pour le travail. Cela a provoqué une longue polémique,,, car ses deux biographies (1926 et 1937) caractérisaient la vie de Thérèse en tant que vie de souffrance, ce qui est assez atténué dans l’Histoire d'une âme. Il s'agissait cependant des premières biographies critiques de Thérèse, avec des sources extérieures.
En 1947, le carme Marie-Eugène de l'Enfant-Jésus, futur bienheureux, a écrit à la mère Agnès de Jésus que seuls les textes originaux de Thérèse seraient utiles pour découvrir les pensées de cette sainte. À cette époque-là, les spécialistes — à savoir théologiens, historiens, philologues — considéraient de plus en plus que l'édition des textes thérèsiens ne satisfaisait plus les normes de l'édition scientifique.
La première publication de l'œuvre en édition critique était préparée par le carme Gabriel [De Vos] de Sainte Marie-Madeleine, un spécialiste de Thérèse, en collaboration étroite avec le carmel de Lisieux. Le projet a débuté en 1952, quoiqu'il possédât une copie des textes authentiques des autobiographies depuis des années. En effet, le Saint-Siège et les supérieurs ecclésiastiques du Carmel souhaitaient que la mère Agnès de Jésus engage cette édition critique, sur le plan de la connaissance scientifique et de l'histoire. Toutefois, en raison de son âge avancé, elle voulait que le projet soit lancé après sa mort. D'ailleurs, avant son trépas, la mère Agnès de Jésus avait donné le mandat à la sœur Geneviève de la Sainte-Face (Céline), le 2 novembre 1950, pour éditer les manuscrits,. Puis la mère Agnès est décédée le 28 juillet 1951.
Or ce théologien Gabriel de Sainte Marie-Madeleine est brutalement décédé le 13 mars 1953, ce qui a obligé le carmel à chercher un nouveau collaborateur,.
En attendant l'avancement du projet, le dernier tirage de l’Histoire d'une âme chez l'Imprimerie Saint-Paul a été sorti en 1955, avec 10 000 exemplaires.

### Manuscrits autobiographiques(1957)
Le 3 juin 1953, le carme François de Sainte-Marie (né François Liffort de Buffeévent) a été chargé de continuer le travail, confié par le carmel de Lisieux et le définiteur général de l'ordre des Carmes Marie-Eugène de l'Enfant-Jésus. Auparavant, il n'avait aucun lien avec sainte Thérèse, mais était renommé et distingué comme directeur de la collection « La Vigne du Carmel ».
Assisté par une équipe de Carmélites, le père François a travaillé à Lisieux, avec une immense intensité. L'Office Central de Lisieux a publié, en avril 1956, les Manuscrits Autobiographiques de Sainte Thérèse de l'Enfant-Jésus en fac-similé, qui se composait de trois volumes (I. Introduction, II. Notes et Tables et III. Table des Citations). Cet ouvrage se distinguait des introductions élaborées imprimées antérieurement par la richesse des dossiers, des notes et des tables. Ce travail a été félicité, immédiatement, par le pape Pie XII.
La transcription des manuscrits autographes en édition critique, quant à elle, n'était pas facile. L'équipe a constaté un grand nombre de grattages et de retouches, effectués par plusieurs mains. Certains avaient été faits par sainte Thérèse elle-même. Après avoir relu ses écritures, elle effectuait de nombreuses corrections, notamment dans le domaine des majuscules et des minuscules. Puis, confiée par elle, la mère Agnès de Jésus avait corrigé, principalement, des fautes d'accord, répétitions de mots, orthographes défectueuses. Comme déjà mentionné, la mère Marie de Gonzague avait fait beaucoup de modifications, y compris celles des dates. Encore en 1910, lors de la restauration tenue par la sœur Marie du Sacré-Cœur, de nombreux grattages et retouches y avaient-ils ajoutés.
La publication de 1956 présentait, donc, l'état des manuscrits de 1910. « Pour une édition typographique », écrivait le père François, « il fallait opter entre deux solutions : livrer le texte des manuscrits tel qu'il existe présentement, ou tenter de le rétablir tel qu'il fut à l'aide des recherches critiques ». Le choix du père François était la deuxième, afin de donner aux lecteurs un texte aussi fidèle à Thérèse. En sachant combien de délicatesse était nécessaire pour cette manœuvre, l'Office Central de Lisieux a demandé les soutiens à deux spécialistes : Félix Michaud (docteur ès sciences, agrégé de l'Université, expert en écritures près la Cour d'appel de Paris et le Tribunal de première instance de la Seine) ainsi que Raymond Trillat (expert en écritures près la Tribunal civil et la Cour d'appel de Paris). Les deux savants lui ont donné leurs expertises, qui n'étaient pas identiques sur un certain nombre de sujets. Un échange de vues entre deux a été tenu, jusqu'à ce que tous les deux déclarent leur « connaissance du texte critique » « à partir de nos expertises » respectivement les 4 et 20 mars 1957. Manuscrits trop compliqués, la participation des deux savants était indispensable.
Si le père François voulait sortir une édition critique pourvue de toutes les justifications désirables, il était impossible de faire attendre davantage le grand public. Aussi son Imprimi potest a-t-il été accordé à Paris, par le supérieur de l'ordre Andreas A. Cruce le 20 mai 1957. L'imprimerie Andreas Jacquemin, officielle du diocèse de Bayeux et Lisieux, a été sélectionnée le 25 mai. La Librairie Saint-Paul gardait son droit de vendre, en qualité de dépôt à Paris.

### Caractéristiques de la première édition critique
Sortis sous l'impulsion des autorités religieuses, les Manuscrits autobiographiques sont un livre très différent des éditions précédentes. Thérèse étant canonisée, l'objectif était désormais de conduire les âmes sur le plan de la connaissance scientifique et historique.
Le titre en usage, l’Histoire d'une âme, a été abandonné. Le père François avait jugé qu'il ne s'agissait pas d'un titre original. De plus, selon lui, il fallait la pluralité, en raison de ces textes qui ne sont pas homogènes. Sur le livre, les manuscrits les plus importants sont présentés dans l'ordre chronologique, à savoir manuscrits dits A, B et C. Le livre contient exclusivement des écritures à la main de sainte Thérèse, hormis p. 321-322,. En outre, l'édition ne disposait pas non plus de division en chapitre (comme c'était le cas pour les premières), étant donné que les manuscrits autographes n'avaient jamais donné ces chapitres.
La rédaction ne suivait plus celle de la mère Agnès de Jésus, qui avait pour but de présenter l'autobiographie de sa sœur cadette, sous une forme classique qui pût agréer au public de l'époque.
Tous les mots dans ce livre ont été examinés en manière scientifique, dans l'optique de rétablir les textes écrits par Thérèse. « Cette édition est donc absolument critique sur le plan du mot ». Ainsi, la rédaction avait découvert quatre mots étrangers, qui ne se trouvent pas dans l'édition précédente. Elle les ont conservés parce que ce sont des écritures de Thérèse. Elle a aussi trouvé 12 oublis de Thérèse, tel le mot jusqu’. Ces manques ont été traités comme « jusqu’ * à ce qu’ * on me la ramène... »  avec insertions entre deux astérisques. Pour faciliter la lecture, le père François avait fourni une longue et riche liste des mots qui manquent de certitude.
Tous les folios sont précisés dans les textes. L'ouvrage est également très riche des références détaillées et des précisions des textes bibliques et spirituels. Telles sont les caractéristiques de cette édition.
En admettant qu'il s'agît d'un grand pas pour rétablir les textes authentiques de sainte Thérèse, ce n'était rien d'autre que son premier pas. Il existait des hésitations. L'idée de la mère Agnès de Jésus était revenue : un texte destiné au grand public doit absolument rester lisible. Les fautes d'orthographe évidentes ont été corrigées. À la suite de la demande des supérieurs, quelques ponctuations aussi ont été amendées. Une relecture récente a révélé qu'il existe plusieurs centaines de variantes entre les manuscrits autographes et l'édition de 1957.

### Éditions critiques suivantes
Le père François de Sainte-Marie ne considérait pas que son œuvre devait être une édition définitive. Cependant, le 30 août 1961, il décède accidentellement.
L'élan dynamique des études critiques, qu'il avait créé, n'a pas cessé. À Lisieux, une nouvelle équipe est établie sous la direction du carme Bernard Delalande. La sœur Cécile de l'Immaculée de Lisieux restait un de membres principaux, qui a effectué des recherches importantes. Elle était soutenue, au début, par deux sœurs, la dominicaine Geneviève et la carmélite Anne. Puis, le carme Guy Gaucher, ainsi que Jacques et Jeannette Lonchampt ont rejoint l'équipe. Cette collaboration étroite a contribué à améliorer la lecture des manuscrits authentiques de sainte Thérèse. L'édition de 1957 reste certes une référence, mais leurs travaux ont profondément renouvelé la connaissance de cet ouvrage. En 1992, ils ont été récompensés par leur publication, Nouvelle édition du Centenaire en huit tomes, chez les éditions du Cerf et les Desclée de Brouwer. La publication était soutenue par la participation du dominicain Bernard Bro. Le premier tome était leur nouvelle édition critique des Manuscrits autobiographiques.
Dans ces années 1990, plusieurs publications de qualité ont suivi, favorisées par l'enthousiasme du centenaire de la disparition de la sainte et de la publication de l’Histoire d'une âme (1991, 1995, 1996 et 1997).
Ces études étaient suivies de celle du carme Conrad De Meester, qui a publié en 1999 une nouvelle Histoire d'une âme en édition critique, après avoir examiné tant les manuscrits autographes que les témoignages des sœurs de Thérèse dans les archives de Lisieux. Sa ligne directrice était que « l'édition critique d'une œuvre doit respecter l'intention de son auteur et présenter le texte dans sa teneur primitive ». Ce Carme avait trouvé que, dans ce contexte, le père François commettait des erreurs. D'une part, il ne respectait pas la continuité entre le manuscrit A et le manuscrit G/C. D'autre part, le manuscrit M/B, destiné à la sœur Marie du Sacré-Cœur, n'a aucune caractéristique autobiographique. Sa nouvelle édition est plus lisible que l'édition de 1957, rétablissant l'ordre de la première édition 1898. Afin d'éviter la confusion, la dénomination manuscrits A, G et M a été adoptée, au lieu de A, B et C,.

### Centenaire: renaissance de l’Histoire d'une âme
Finalement, il a fallu attendre un siècle pour que les lecteurs puissent approcher directement le texte tel que sainte Thérèse l'avait écrit.
Les études du carme Conrad De Meester présentent qu'il faut respecter la structure donnée par la mère Agnès de Jésus, qui était conçue selon l'intention de Thérèse. C'est-à-dire, de rétablir celle de la première édition, mais désormais en édition critique. S'appuyant sur le fait que Thérèse a elle-même écrit : « Puisque j'écris l'histoire de mon âme » (folio A27r), Conrad De Meester rétabli également l'ancien titre Histoire d'une âme dans sa publication. Pour cette moniale, ce terme avait en fait une importance vraiment sérieuse : « Ah ! quelle surprise à la fin du monde nous aurons en lisant l'histoire des âmes..... qu'il y aura de personnes étonnées en voyant la voie par laquelle la mienne a été conduite ! » (folio A70r).

## Autres éditions et publications
La publication de cette nouvelle Histoire d'une âme était soutenue par le cardinal Godfried Danneels. Depuis 2000, la sœur Noëlle Hausman, docteur en théologie et archiviste de la congrégation des Petites Sœurs de Jésus, a déclarée que son édition est meilleure que la Nouvelle édition du Centenaire de 1992,. À la suite de la publication de l'édition évoluée en 2005, le docteur en théologie Jean Clapier, spécialiste de sainte Thérèse, a partagé son avis.
En tant qu'historien, Claude Langlois aussi a publié ses éditions critiques des trois manuscrits autographes en 2002, 2007 et 2009. Au lieu de chercher les justificatifs dans les archives de Lisieux, il a analysé la valeur littéraire et spirituelle de ces textes autographes, afin d'approfondir l'interprétation. Les textes de Thérèse sont bien commentés par ce chercheur de l'École pratique des hautes études, de sorte que les lecteurs puissent comprendre ce qui était auparavant illisible dans ces textes, guidés par la tradition catholique détaillée et expliquée. Après 50 ans d'études intenses par les Carmes, études théologiques et historiques, Langlois a ouvert une nouvelle porte pour les recherches. Inspirée par ces éditions, une thèse de doctorat a été achevée en 2021 à l'université d'Angers, dans le domaine de l'étude littéraire.
En 2023, lors du 150e anniversaire et du centenaire de la béatification de la sœur Thérèse, l’Histoire d'une âme a de nouveau attiré les lecteurs. Aujourd'hui, dans une librairie, nous pouvons trouver 15 éditions françaises différentes. Une des dernières éditions est celle des Éditions Emmanuel, dont le livre en format poche avait été publié en 2015. Celui-ci compte 32 000 exemplaires de vente. Depuis 2018, la version en grand format aussi connaît son succès, avec 7 500 exemplaires. En octobre, en se basant sur la lecture de d’Histoire d'une âme, le pape François a rédigé une exhortation apostolique.

## Ouvrage particulier et unique
Depuis la première publication de 1898, l’Histoire d'une âme continue à attirer de nouveaux lecteurs. Cet ouvrage fait partie des 10 livres les plus vendus dans le monde entier alors que L'Homme, cet inconnu (1935) d'Alexis Carrel (lauréat du prix Nobel de médecine), qui était un best-seller mondial, sort de cette catégorie après les années 1970. Comment peut-on expliquer cette longue vie et la popularité de l'autobiographie de sainte Thérèse ?
En effet, l'ouvrage possède plusieurs caractéristiques nouvelles et uniques dans ce genre. Il ne correspond pas aux styles de la rhétorique traditionnelle. Ainsi, au début du manuscrit G/C, Thérèse écrivait :

« Vous le savez, ma Mère, j'ai toujours désiré d'être une sainte, mais hélas ! j'ai toujours constaté lorsque je me suis comparée aux saints qu'il y a entre eux et moi la même différence qui existe entre une montagne dont le sommet se perd dans les cieux et le grain de sable obscur foulé aux pieds des passants ; au lieu de me décourager je me suis dit : Le Bon Dieu ne saurait inspirer des désirs irréalisables, je puis donc malgré ma petitesse aspirer à la sainteté ; me grandir, c'est impossible, je dois me supporter telle que je suis avec toutes mes imperfections, mais je veux chercher le moyen d'aller au Ciel par une petite voie bien droite, bien courte, une petite voie toute nouvelle. Nous sommes dans un siècle d'inventions, maintenant ce n'est plus la peine de gravir les marches d'un escalier, chez les riches un ascenseur le remplace avantageusement. Moi je voudrais aussi trouver un ascenseur pour m'élever jusqu'à Jésus, car je suis trop petite pour monter le rude escalier de la perfection. Alors j'ai recherché dans les livres saints l'indication de l'ascenseur objet de mon désir et j'ai lu ces mots sortis de la bouche de La Sagesse Éternelle : Si quelqu'un est TOUT PETIT qu'il vienne à moi. »

— Manuscrit G/C, folios 2v et 3r
Ici, Thérèse présente sa célèbre doctrine de la « petite voie », mais en mots simples. Rien n'est difficile à comprendre. La moniale elle-même qualifiait son écriture comme « ma simplicité enfantine »,. Son secret était que « je m'amuse à parler comme un enfant ; ne croyez pas, ma Mère, que je recherche quelle utilité peut avoir mon pauvre travail »,. Cette « simplicité », autrement dit son « enfantillage » ou encore son « style jeune fille », est de nos jours appréciée. Cependant, après la première publication, il y a eu de nombreuses réactions négatives des lecteurs sur cette caractéristique.
Ce passage a été écrit en juin 1897, lorsque l'état de la santé de Thérèse était déjà sérieux. Or, elle n'a pas oublié son humour : « Nous sommes dans un siècle d'inventions » (elle parlait de l'ascenseur qu'elle avait vu à Rome). En dépit de la profondeur de sa pensée, Thérèse gardait son esprit avec une légèreté d'écriture. Une légèreté admirable, selon le père Conrad De Meester. On trouve, dans ce passage, ce qu'une jeune fille pensait librement, et non une image traditionnelle de saint poursuivant la perfection, saint héroïque. Tous les lecteurs sont invités à découvrir la sainteté, par l'amour de la petite voie,,. En bref, sa considération était très originale mais très compréhensible.
Toutefois, Thérèse ne voulait pas que ce qu'elle pensait ne fût pas authentique. Comme saint Jean de la Croix qu'elle consultait toujours,,, la jeune moniale cherchait ses justificatifs dans la Bible. La traduction citée par Thérèse était le Livre des Proverbes 9, 4,. Malgré sa jeunesse, les citations bibliques par elle sont si nombreuses dans l’Histoire d'une âme.
La carmélité avait, en fait, une bonne connaissance théologique, qui se cache dans l’Histoire d'une âme,,. Une rédaction de la mère Agnès de Jésus (1898) dans le chapitre 11 était : « Ce n'est pas parce que j'ai été préservée du péché mortel que je m'élève à Dieu par la confiance et l'amour ». Ce que Thérèse, épuisée mais avec sa dernière force, avait écrit au crayon en juillet 1897 était différent. Il s'agit de sa dernière phrase rédigée par elle :

« Ce n'est pas parce que Le bon Dieu, dans sa prévenante miséricorde, a préservé mon âme du péché mortel que je m'élève à Lui par la confiance et l'amour. »

— Manuscrit G/C, folios 36v et 37r
.
Elle parlait de la doctrine importante de la grâce prévenante, en soulignant le mot prévenante, lequel a été supprimé par la mère Agnès.
Selon le pape Jean-Paul II, « elle unit la théologie et la vie spirituelle » (lettre apostolique Divini Amoris Scientia, article 7),. Dans l’Histoire d'une âme, ces deux vertus sont inséparables.

## Importance des notes dans les éditions critiques
Depuis la publication de la première édition critique de 1957, l'ouvrage contient de nombreuses notes détaillées, données par l'éditeur. Les objectifs sont doubles : respecter le texte autographe de Thérèse et aider la compréhension des lecteurs. Ainsi, la liturgie et la coutume étaient différentes de celles de nos jours. En outre, pour connaître la pensée spirituelle de cette carmélite, il suffit de consulter le texte autographe. Or, pour approfondir la connaissance sur sa vie, il faut parfois des renseignements supplémentaires. Œuvre conçue en tant que Circulaire nécrologie par elle-même, elle a exclu quelques événements non spirituels. Par exemple, l'auteur ne mentionnait pas l'affaire Léo Taxil, plus connu comme celle de Diana Vaughan. Thérèse s'intéressait de ce personnage créé et présenté par Taxil, qui, en réalité, n'existait pas. Conrad De Meester considère que le passage « je ne pouvais croire qu'il eût des impies n'ayant pas la foi » (folio G5r) avait été écrit en mémoire de cette affaire, qui aurait profondément touché Thérèse à la fin de sa vie. Certes, dans le manuscrit A, elle écrivait en faveur de Céline, « voir partir au bout du monde s'il fallait » (folio A82r). Leur ancien confesseur, père Pichon maintenant au Canada, voulait que Céline s'adjoigne à sa mission (et vienne le rejoindre). Toutefois, l'affection de Thérèse pour Céline était si forte qu'une fois le projet connu, elle avait « le cœur déchiré » et disait, selon des témoignages, que le père « s'est trompé ». D'après Claude Langlois, finalement, les sœurs Martin auraient empêché ce départ, jusqu'à ce que le prêtre renonce à ce projet.

## Composition de l’œuvre
Ici, les compositions de trois éditions sont présentées. D'abord, selon l'évolution des études, il s'agit d'un exemple de l'édition critique laquelle est désormais recommandée. Ensuite, la composition de la première Histoire d'une âme, sortie en 1898, publication historique et monumentale. Enfin, une transition, la publication des Manuscrits autobiographiques de 1957, première édition critique.

### I. Nouvelle édition critique (1999)
Sainte Thérèse a été proclamée, le dimanche des missions 19 octobre 1997, docteur de l'Église. Elle est devenue 3e religieuse à porter ce titre ainsi que la plus jeune avec ses vingt-quatre ans. D'où aujourd'hui, la publication de l’Histoire d'une âme est effectuée selon les manuscrits autographes, de sorte que l'on puisse comprendre directement ses pensées. Selon la tradition depuis la première publication, il est habituel que soient ajoutées quelques œuvres de sainte Thérèse, telles des lettres, des poésies. En ce qui concerne les trois manuscrits autographes, voici les contenus présentés par le carme Conrad De Meester.

#### Manuscrit A
Sainte Thérèse structurait elle-même ce manuscrit en trois parties :

I. Prologue (A2r - A4v) ;

II. Vie heureuse avec sa maman (A4v - A13r) ;

III. Enfance à Lisieux jusqu'à Noël 1886 (A13v - A44v) ;

IV. Après la complétée conversion jusqu'au moment d'arrêter son récit (A45r -A84v).
En ce qui concerne cette autobiographie, elle n'a donné aucun chapitre. Sur le cahier, elle écrivait sans discontinuité. Or, comme il s'agit d'un manuscrit assez long, chaque édition peut proposer ses propres chapitres, ayant pour but de faciliter la lecture. D'après Conrad De Meester qui a établi les siens mais employant les [ ] pour cette raison :
- [chapitre 1] (A2r - A12v) : [Prologue], [Alençon — Mort de sa mère] ;
- [chapitre 2] (A12v - A22r) : [Premières années à Lisieux] ;
- [chapitre 3] (A22r - A31v) : [Élève à l'Abbaye], [Guérison extraordinaire] ;
- [chapitre 4] (A31v - A44v) : [Appel à la sainteté], [Première communion], [Grâces et faiblesses] ;
- [chapitre 5] (A44v - A55v) : [Ma complète conversion], [Aimer Jésus avec passion et le suivre] ;
- [chapitre 6] (A55v - A68v) : [Voyage à Rome], [Retardée pour le Carmel] ;
- [chapitre 7] (A68v - A76r) : [Postulante et novice au Carmel] ;
- [chapitre 8] (A76r - A84v) : [Profession], [Offrande à l'Amour Miséricordieux].

#### Manuscrit G/C
Dans la publication actuelle en édition critique, ce manuscrit se place juste après le manuscrit A, en raison de sa continuité. À la suite du décès de sainte Thérèse, ce manuscrit demeure inachevé.
1. G1r - G2v : Prologue ;
2. G2v - G3r : Découverte de la « petite voie » ;
3. G3r - G4v : Illumination divine ;
4. G4v - G7v : Épreuve de la foi ;
5. G8r - G11v : Séparation par la mort ou par le départ en mission ;
6. G11v - G31r : Charité fraternelle ;
a) Mystère de la charité (G11v - G12v) ;
b) Pratique extérieure de la charité (G12v - G17v) ;
c) « Charité purement spirituelle » (G18r - G20r) ;
7. G20v - G27r : Thérèse comme instrument du Seigneur parmi ses novices, y compris Une digression sur la prière (G24v - G26r) ;
8. G26v - G31r : Reprise du thème des relations fraternelles ;
9. G31v - G33v : Histoire de ses frères spirituels ;
10. G34r - G37r : Union à Dieu et son influence sur les âmes[ec 78].

- [chapitre 9] (G1r - G20r) : [Dans l'obscurité de la foi, la découverte de la Charité] ;
- [chapitre 10] (G20r - G37r) : [« Attirez-moi, nous courrons »].

#### Manuscrit M/B
Ce manuscrit a été achevé en deux étapes. Le 8 septembre 1896, Thérèse a spontanément écrit le dialogue avec Jésus-Christ. Puis, après être sollicitée par sa sœur aînée, elle a ajouté, au début, un message pour elle, le 13 ou après.
I. M1r - M1v : Pages adressées à sa sœur aînée, Marie du Sacré-Cœur ;
II. M2r - M5v : Pages adressées à Jésus, datées du 8 septembre 1896
A. M2r - M2v : « Prélude », rêve du 10 mai 1896 ;
B. M2v - M5v : « Doctrine » de Thérèse :
1. Tourment des désirs incompatibles (M2v - M3r) ;
2. Pacification dans l'Amour (M3r - M3v) ;
3. Voie vers le parfait Amour :
a) Indication et justification (M3v) ;
b) Amour et ses œuvres (M4r - M4 v) ;
c) Description détaillée : petit oiseau et l'Aigle (M4v - M5r) ;
d) Vision théologique synthétique (M5v) ;
e) Supplication finale (M5v).

- [chapitre 11] (M1r - M5v) : [Les secrets de Jésus], [Ma vocation, c'est l'Amour], [dans le cœur de l'Église].

Conrad De Meester garde, comme l'édition de 1898, l’Offrande à l'Amour Miséricordieux, à la fin.

### II. Première édition (1898)

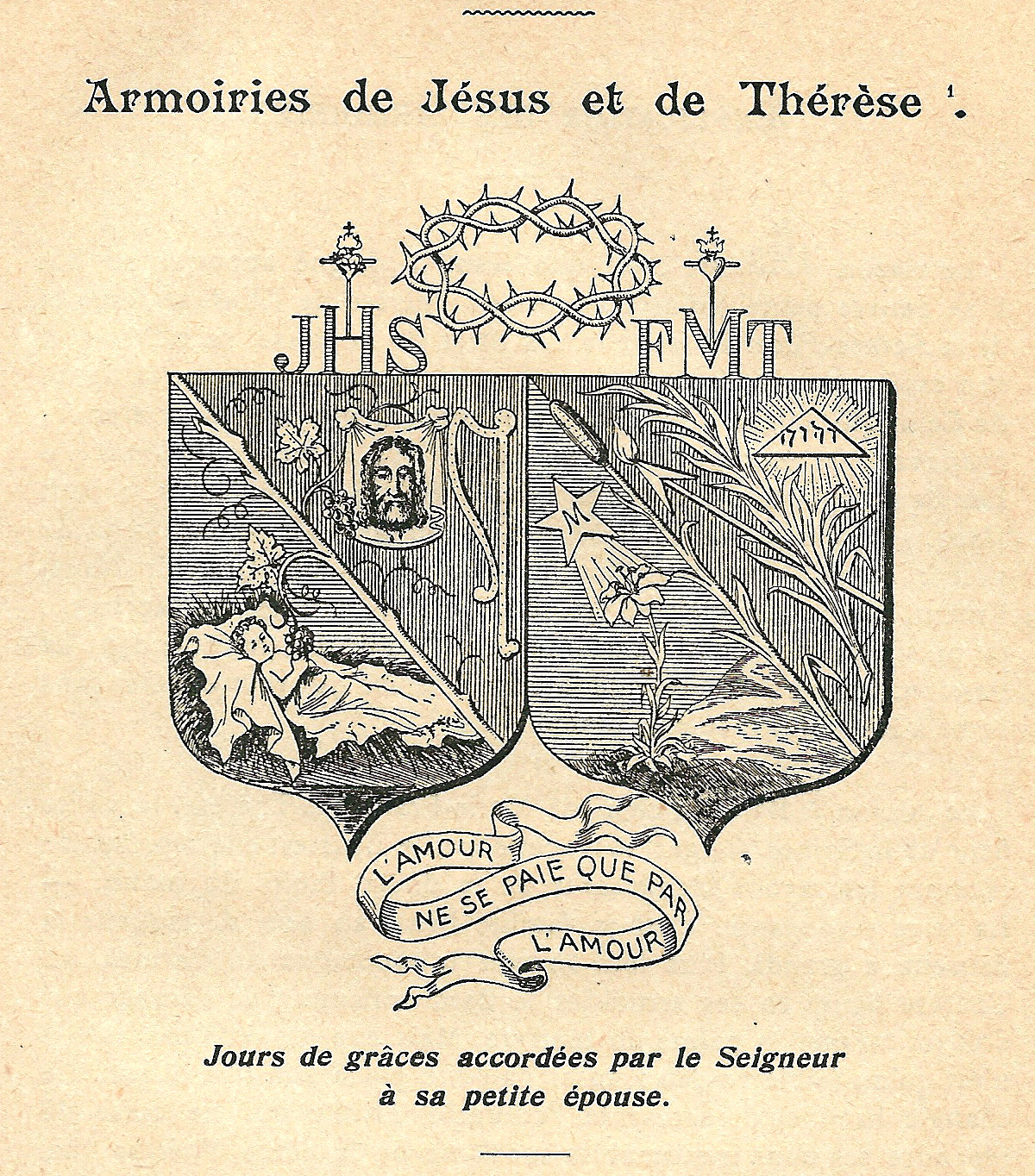
Armoiries de Jésus et de Thérèse, élaborées par l'artiste, à partir d'une peinture à la main de sainte Thérèse.

## Postérité et influence

### Influence spirituelle
Ce livre a inspiré et influencé spirituellement de nombreuses personnes, tant dans l'ordre du Carmel que parmi d'autres ordres religieux, tels Raphaël Kalinowski, Edith Stein, Maximilien Kolbe, Élisabeth de la Trinité, Thérèse des Andes, Marthe Robin, Mère Teresa, Marie-Eugène de l'Enfant-Jésus, Marcel Van.
De nombreuses carmélites ont également déclaré être entrées en religion après avoir lu le livre de Thérèse.
Toutefois, son influence est bien plus large. Le pape Jean-Paul II a déclaré que c'est toute l'Église, y compris plusieurs papes, des prêtres, des spécialistes de la théologie et de la spiritualité, des séminaristes, des mouvements ecclésiaux et des communautés nouvelles, ainsi que des hommes et des femmes de toutes les conditions et de toutes les continents qui ont été touchés par ses écrits.
De plus, nombreux de ceux qui avaient lu l’Histoire d'une âme sont venus à Lisieux, afin de s'agenouiller sur la tombe de Thérèse. Notamment, des prêtres et des missionnaires partant pour l'Extrême-Orient.

### Inspiration spirituelle
Les intuitions théologiques, présentées dans l’Histoire d'une âme, ont amené à fonder en 1941 (et à Lisieux) le séminaire de la Mission de France. Le cardinal Emmanuel Suhard était profondément touché par la pensée de Thérèse.
Dans l'exhortation apostolique du pape François, intitulé C'est la confiance et prononcé le 15 octobre 2023, que des passages de l’Histoire d'une âme ont été mentionnés à plusieurs reprises :
- article 10 : quasi-totalité du folio G34r[Texte 21], avec commentaire « Il est intéressant de lire comment elle résume » ;
- article 15 : citation de la petite voie dans le folio G2r ;
- article 16 : le Saint-Père s'intéresse de l'image de l'ascenseur, présentée dans le folio G3r ;
- article 27 : il qualifie un passage du folio A83v[Texte 22] comme « C'est l'une des découvertes les plus importantes de Thérèse, l'une de ses plus grandes contributions pour l'ensemble du peuple de Dieu. Elle est entrée de manière extraordinaire dans les profondeurs de la miséricorde divine et y a puisé la lumière de son espérance sans limites. » ;
- article 31 : « L’Histoire d'une âme est un témoignage de charité où Thérèse nous offre un commentaire du commandement nouveau de Jésus : « Aimez-vous les uns les autres comme je vous ai aimés » Jn 15,12. »
- article 35 : commentaire du manuscrit Offrande à l'Amour Miséricordieux à la fin.

### Ouvrages se rapportant à Thérèse de Lisieux
À partir de la publication de l’Histoire d'une âme, la vie et la pensée de Thérèse ont inspiré un grand nombre d'auteurs. Entre 1910 et 1999, selon l'étude de Loys de Saint-Chamas, on compte 2 032 références de bibliographie spirituelle et théologique faisant référence à Thérèse.

### Adaptations dans les arts
De nombreux films ont été tournés sur la vie de sainte Thérèse de Lisieux : on compte au moins de 7 films depuis celui de Julien Duvivier La vie miraculeuse de Thérèse Martin en 1929, le dernier étant Thérèse: The Story of Saint Thérèse of Lisieux, film de Leonardo Defilippis (2004).
Sainte Thérèse joue un rôle important dans Docteur Sax, le roman de Jack Kerouac.
Plusieurs pièces de théâtre ont également été écrites autour de la biographie de Thérèse :
- Thérèse de Lisieux : pièce écrite par Jean Favre ; jouée de décembre 1994 à février 1995 au Théâtre du Tourtour (Paris), puis en tournée au Luxembourg et en Belgique ; avec Corine Lechat et Anne Vassalo dans les rôles principaux[29].
- En 2010, Michel Pascal écrit une adaptation théâtrale du texte[30]. Une représentation est filmée en 2011 au Carmel de Lisieux et est produite en DVD par la société Bonne Pioche.

### Bibliographie

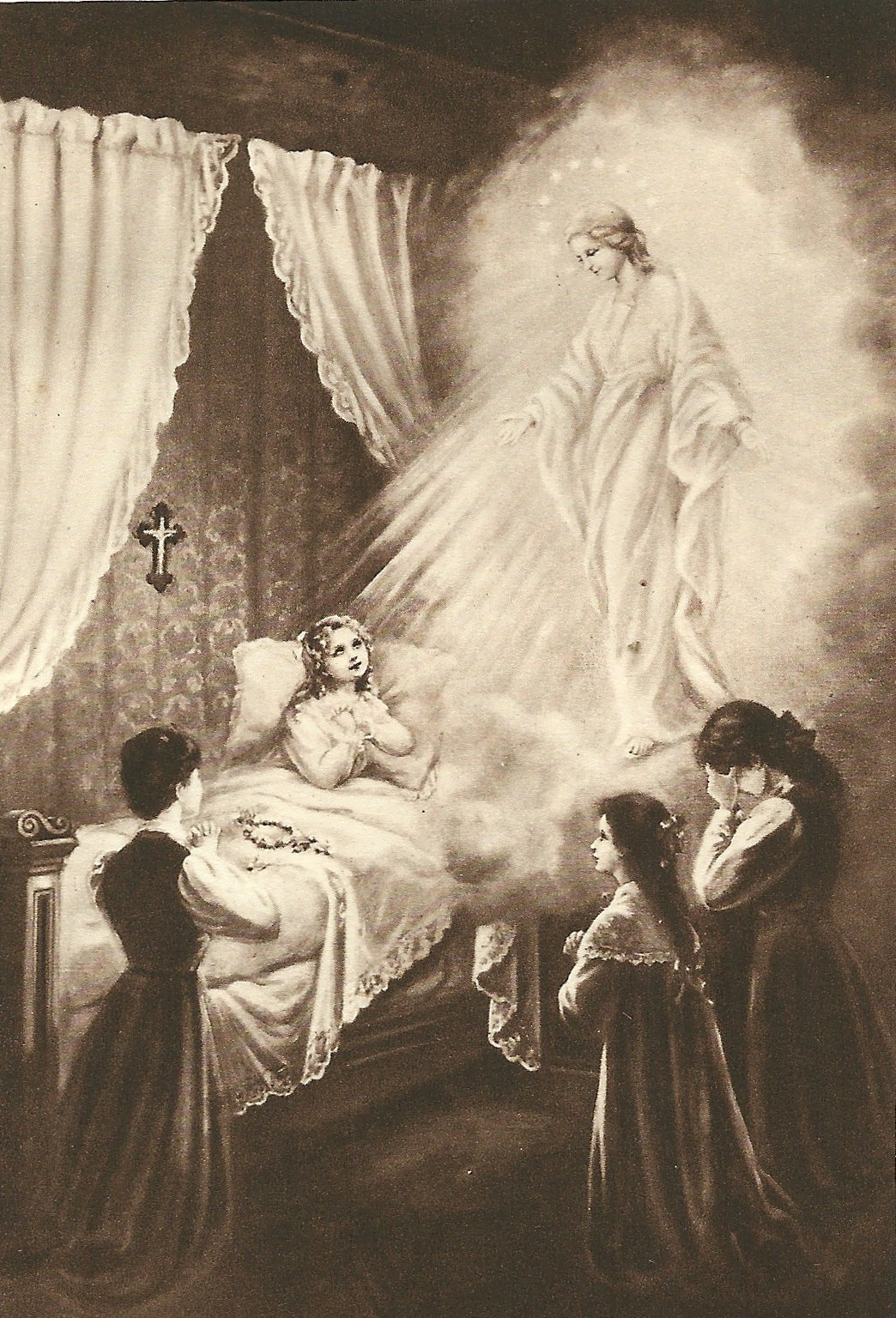
Gravure dans Sainte Thérèse de l'Enfant Jésus, Histoire d'une âme écrite par elle-même, Lisieux, édition 1940. Des anciennes éditions s'illustraient de nombreuses belles et charmantes gravures.

### Textes de sainte Thérèse
Il est à noter que, dans ses manuscrits autographes, Thérèse employait le point en façon particulièrement personnelle. Souvent, elle mettait trois points (...), au lieu d'un point (.), à la fin des phrases. Encore préférait-elle plusieurs points, dont le nombre variait considérablement. Ainsi, dans le folio G27v, elle a mis 37 points : « Ah ! que sa miséricorde est grande, je ne pourrai la chanter qu'au Ciel................................... ». L'édition critique de Conrad De Meester compte fidèlement ces points et les imprime très exactement. Il semble que la fonction de plusieurs points, employés par Thérèse, ressemble à celle des silences dans la partition musicale. Il ne faut pas, donc, confondre ces usages avec l'utilisation habituelle de points, pour exprimer la suppression de quelques mots ou phrases, entre deux textes.
1. ↑  Folio A29v : « Ah ! mes chères petites Sœurs, »
2. ↑  Folio A12v : « une fois je me trouvai en face du couvercle du cercueil... je m'arrêtai longtemps à le considérer, jamais je n'en avais vu, cependant je comprenais..... j'étais si petite que malgré la taille peu élevée de Maman, j'étais obligée de lever la tête pour voir le haut et il me paraissait bien grand.... bien triste...... Quinze ans plus tard, je me trouvai devant un autre cercueil, celui de Mère Geneviève, il était de la même grandeur que celui de maman et je me crus encore aux jours de mon enfance !.... Tous mes souvenirs revinrent en foule, c'était bien la même petite Thérèse qui regardait, mais elle avait grandi et le cercueil lui paraissait petit, elle n'avait plus besoin de lever la tête pour le voir, elle ne la levait plus que pour contempler le Ciel qui lui paraissait bien joyeux, car toutes ses épreuves avaient pris fin et l'hiver de son âme était passé pour toujours..... »
3. ↑  Folios A63v et A64r : « Avant nous Papa était venu aux pied de Léon XIII (avec les messieurs). Mr Révérony avait été charmant pour lui, le présentant comme le Père de deux Carmélites. Le Souverain Pontife, en signe de particulière bienveillance posa la main sur la tête vénérable de mon Roi Chéri, semblant ainsi le marquer d'un sceau mystérieux, au nom de Celui dont il est le véritable représentant..... Ah ! maintenant qu'il est au Ciel, ce Père de quatre Carmélites, ce n'est plus la main du Pontife qui repose sur son front, lui prophérisant le martyre... C'est la main de l'Époux des Vierges, du Roi de Gloire, qui fait resplendir la tête de son Fidèle Serviteur, et plus jamais cette main adorée ne cessra de reposer sur le front qu'elle a glorifié !... »
4. ↑  Folios A75v et A76r : « Avant de vous parler de cette épreuve j'aurais dû, ma Mère chérie, vous parler de la retraite qui précéda ma profession ; elle fut loin de m'apporter des consolations, l'aridité la plus absolue et presque l'abandon furent mon partage. Jésus dormait comme toujours dans ma petite nacelle ; ah ! je vois bien que rarement les âmes Le laissent dormir tranquillement en elles. Jésus est si fatigué de toujours faire des frais et des avances qu'Il s'empresse de profiter du repos que je Lui offre, Il ne se réveillera pas sans doute avant ma grande retraite de l'éternité, mais au lieu de me faire de la peine cela me fait un extrême plaisir.... »
5. ↑  Folio A81v : « Vous savez, ma Mère chérie, combien j'aime les fleurs ; »
6. ↑  Folio A69v : « Ce que je venais faire au Carmel, je l'ai déclaré aux pieds de Jésus-Hostie, dans l'examen qui précéda ma profession : « Je suis venue pour sauver les âmes et surtout afin de prier pour les prêtres. » »
7. ↑  Folio : A84v : « Voilà, ma Mère chérie, tout ce que je puis vous dire de la vie de votre petite Thérèse, [...] ainsi vous me pardonnerez d'avoir beaucoup abrégé l'histoire de sa vie religieuse.... »
8. ↑  Folio A82v : « Un jour que les difficultés (sic) semblaient insurmontables, je dis à Jésus pendant mon action de grâces : « Vous savez, mon Dieu, combien je désire savoir si Papa est allé tout droit au Ciel, je ne vous demande pas de me parler, mais donnez moi un signe. Si ma Sr A[imée] de J[ésus] consent à l'entrée de Céline ou n'y met pas d'obstacle, ce sera la réponse que Papa est allé tout droit avec vous. » Cette sœur, comme vous le savez, ma Mère chérie, trouvait que nous étions déjà trop de trois et par conséquent ne voulait pas en admettre une autre, mais le Bon Dieu, qui tient en sa main le cœur des créatures et l'incline comme Il veut, changea les dispositions de la sœur ; la première personne que je rencontrai après l'action de grâce, ce fut elle qui m'appela d'un air aimable, me dit de monter chez vous et me parla de Céline, les larmes aux yeux..... »
9. ↑  Folio A69r : « je recevais les embrassements des sœurs chéries [Marie et Pauline] qui m'avaient servi de mères et que j'allais désormais prendre pour modèles de mes actions. » (le 9 avril, jour de l'entrée au carmel)
10. ↑  Folio A57v : « Monsieur l'abbé Révérony examinait soigneusement toutes nos actions, je le voyais souvent de loin qui nous regardait ; à table lorsque je n'étais pas en face de lui, il trouvait moyen de se pencher pour me voir et entendre ce que je disais. Sans doute il voulait me connaître pour savoir si vraiment j'étais capable d'être carmélite ; »
11. ↑  Folios A30r et A30v : « Ne trouvant aucun secours sur la terre, la pauvre petite Thérèse s'était aussi tournée vers sa Mère du Ciel, elle la priait de tout son cœur d'avoir enfin pitié d'elle...... Tout à coup la Sainte Vierge me parut belle, si belle que jamais je n'avais vu rien de si beau, son visage respirait une bonté et une tendresse ineffable, mais ce qui me pénétra jusqu'au fond de l'âme ce fut le « ravissant sourire de la Ste Vierge ». Alors toutes mes peines s'évanouirent, deux grosses larmes jaillirent de mes paupières et coulèrent silencieusement sur mes joues, mais c'était des larmes d'une joie sans mélange... Ah ! pensait-je, la Ste Vierge m'a souri, que je suis heureuse... oui mais jamais je ne le dirai à personne, car alors mon bonheur disparaîtrait. Sans aucun effort je baissai les yeux, et je vis Marie qui me regardait avec amour, elle semblait émue et paraissait se douter de la faveur que la Ste Vierge m'avait accordée... Ah ! c'était bien à elle, à ses prières touchantes que je devais la grâce du sourire de la Reine des Cieux. En voyant mon regard fixé sur la Sainte Vierge, elle s'était dit : « Thérèse est guérie ! » Oui, la petite fleur allait renaître à la vie, le Rayon lumineux qui l'avait réchauffée ne devait pas arrêter ses bienfaits ; »
12. ↑  Folio A65r : « étant restée seule dans le wagon avec Céline (les autres pèlerins étaient descendus au buffet pendant les quelques minutes d'arrêt), je vis Mr Legoux, vicaire général de Coutances, ouvrir la portière et me regardant en souriant, il me dit : « Eh bien, comment va notre petite carmélite... » Je compris alors que tout le pèlerinage savait mon secret, heureusement personne ne m'en parla, mais je vis à la manière sympathique dont on me regardait, »
13. ↑  Folio A66r : « Une autre fois je me trouvai à côté de lui [l'abbé Révérony] en omnibus, il fut encore plus aimable et me promit de faire tout ce qu'il pourrait afin que j'entre au Carmel..... »
14. ↑  Folios A67v et A68r : « L'après-midi de la radieuse fête [du Noël 25 décembre 1887] passée pour moi dans les larmes, j'allai voir les carmélites ; ma surprise fut bien grande d'apercevoir lorsqu'on ouvrir la grille un ravissant petit Jésus, tenant en sa main une balle sur laquelle était écrit mon nom. »
15. ↑  Folio A64v : « Quelques jours après l'audience du St Père, Papa étant allé voir le bon frère Siméon trouva chez lui Mr Révérony qui fut très aimable. Papa lui reprocha gaiement de [ne] m'avoir pas aidée dans ma difficile entreprise, puis il raconta l'histoire de sa Reine au frère Siméon. Le vénérable vieillard écouta son récit avec beaucoup d'intérêt, en prit même des notes et dit avec émotion : « On ne voit pas cela en Italie !.. » Je crois que cette entrevue fit une très bonne impression à Mr Révérony ; dans la suite il ne cessa de me prouver qu'il était enfin convaincu de ma vocation. »
16. ↑  Folio A50v : « Ce dont je me souviens parfaitement ce fut de l'action symbolique que mon Roi chéri accomplit sans le savoir. S'approchant d'un mur peu élevé, il me montra de petites fleurs blanches semblables à des lys en miniature et prenant une de ces fleurs il me la donna, m'expliquant avec quel soin le Bon Dieu l'avait fait naître et l'avait conservée jusqu'à ce jour ; en l'entendant parler, je croyais écouter mon histoire tant il y avait de ressemblance entre ce que Jésus avait fait pour la petite fleur et la petite Thérèse.... Je reçus cette fleurette comme une relique et je vis qu'en voulant la cueillir Papa avait enlevé toutes ses racines sans les briser, elle semblait destinée à vivre encore dans une autre terre plus fertile que la mousse tendre où s'étaient écoulés ses premiers matins.... ».
17. ↑  Folio A60v : « des principales impressions » (exemple d'une hésitation, lettre i soulignée)
18. ↑  Folio A82r : « chargée de nous représenter toutes auprès de notre Père » (simple erreur de Thérèse, lettre a soulignée)
19. ↑  Folio A83r : « Ah ! que de lumières n'ai-je pas puisées dans les œuvres de Notre P St J de la C !... À l'âge de 17 et 18 ans je n'avais pas d'autre nourriture spirituelle, mais plus tard tous les livres me laissèrent dans l'aridité et je suis encore dans cet état. Si j'ouvre un livre composé par un auteur spirituel (même le plus beau, le plus touchant), je sens aussitôt mon cœur se serrer et je lis sans pour ainsi dire comprendre, ou si je comprends mon esprit s'arrête sans pouvoir méditer.... »
20. ↑  Folios G36v et 37r (dernier paragraphe de Thérèse au crayon) : « Ma Mère chérie, maintenant je voudrais vous dire ce que j'entends par l’odeur des parfums du Bien-Aimé. — Puisque Jésus est remonté au Ciel, je ne puis le suivre qu'aux traces qu'Il a laissées, mais que ces traces sont lumineuses, qu'elles sont embaumées ! Je n'ai qu'à jeter les yeux dans le St Évangile, aussitôt je respire les parfums de la vie de Jésus et je sais de quel côté courir... Ce n'est pas à la première place mais à la dernière que je m'élance ; au lieu de m'avancer avec le pharisien, je répète, remplie de confiance, l'humble prière du publicain, mais surtout j'imite la conduite de Madeleine ; son étonnante ou plutôt son amoureuse audace, qui charme le Cœur de Jésus, séduit le mien. Oui je le sens, quand même j'aurais sur la conscience tous les péchés qui se peuvent commettre, j'irais, le cœur brisé de repentir, me jeter dans les bras de Jésus, car je sais combien Il chérit l'enfant prodigue qui revient à Lui. Ce n'est pas parce que Le bon Dieu, dans sa prévenante miséricorde, a préservé mon âme du péché mortel que je m'élève à Lui par la confiance et l'amour. [ndlr, paragraphe non achevé] »
21. ↑  Folio G34r : « « Attirez-moi, nous courrons à l'odeur de vos parfums. » Ô Jésus, il n'est donc même pas nécessaire de dire : « En m'attirant, attirez les âmes que j'aime ! » Cette simple parole « Attirez-moi » suffit. Seigneur, je le comprends, lorsqu'une âme s'est laissée captiver par l'odeur enivrante de vos parfums, elle ne saurait courir seule, toutes les âmes qu'elle aime sont entraînées à sa suite ; cela se fait sans contrainte, sans effort, c'est une conséquence naturelle de son attraction vers vous. De même qu'un torrent se jetant avec impétuosité dans l'océan sans rivages de votre amour attire avec elle tous les trésors qu'elle possède..... Seigneur, vous le savez, je n'ai point d'autres trésors que les âmes qu'il vous a plu d'unir à la mienne ; »
22. ↑  Folio A83v : « À moi il a donné sa Miséricorde infinie et c'est à travers elle que je contemple et adore les autres perfections Divines !... Alors toutes m'apparaissent rayonnantes d’amour, la Justice même (et peut-être encore plus que toute autre) me semble revêtue d’amour.... »